# 曲渕文昭
曲渕 文昭（まがりぶち ふみあき、1954年10月30日 - ）は、日本の実業家。アルピコホールディングス代表取締役社長。

## 人物・経歴
長野県長野市出身。長野県長野高等学校を経て、1978年横浜国立大学経済学部卒業、八十二銀行入行。2000年小布施支店長。2002年東京事務所長。2004年南松本支店長。2006年リスク統括部長。2007年執行役員本店本部長。2008年常務執行役員本店営業部長。2009年常務取締役に昇格。2011年代表取締役専務。2013年代表取締役副頭取。2017年からアルピコホールディングス代表取締役社長を務め、日本における2019年コロナウイルス感染症の流行状況に対応して経営改革を進めるなどした。